# Tang Jingzhi
Tang Jingzhi, född 15 september 1986 i Hangzhou, är en kinesisk simmare.
Hon blev olympisk silvermedaljör på 4 × 200 meter frisim vid sommarspelen 2008 i Peking.